# Kościół św. Katarzyny Aleksandryjskiej w Kątach Bystrzyckich

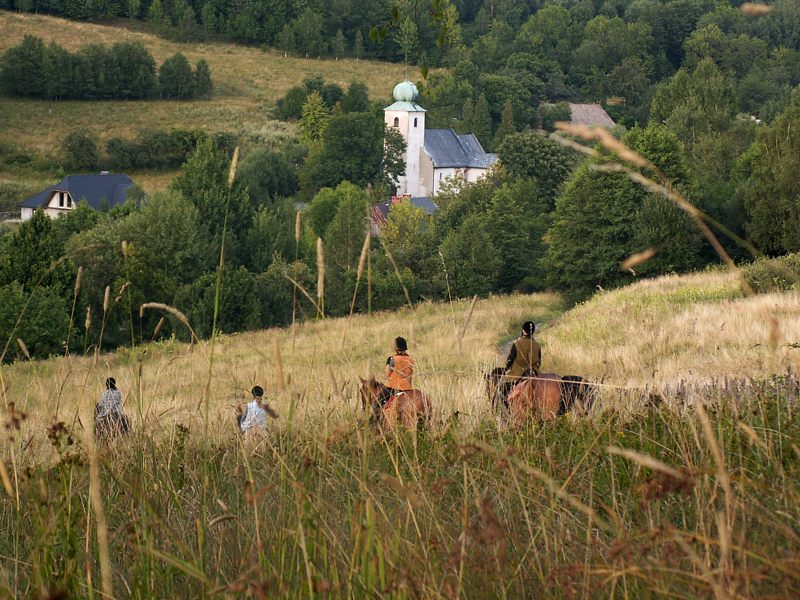
Widok z południowego wschodu

Kościół św. Katarzyny Aleksandryjskiej w Kątach Bystrzyckich – późnogotycka świątynia z elementami barokowymi i renesansowymi, wzniesiona w 1541 roku, znajdująca się we wsi Kąty Bystrzyckie w gminie Lądek Zdrój, w woj. dolnośląskim. Jest najstarszą budowlą sakralną zachowaną na terenie gminy i jedną z pierwszych świątyń wybudowanych na ziemi kłodzkiej. Obecnie właścicielem obiektu jest parafia rzymskokatolicka w Lądku-Zdroju, w której pełni on funkcję kościoła filialnego.

## Położenie i otoczenie
Świątynia położona jest w górnej części wsi, w miejscu stanowiącym dawniej jej centrum, w wąskiej dolinie gór Krowiarek nad potokiem noszącym nieoficjalną nazwę Kątowianka. Główna droga wsi prowadzi prostym odcinkiem do kościoła, eksponując jego bryłę w długiej perspektywie, następnie mija go łukiem w lewo. Kościół otacza kamienny mur z przyporami zbudowany na planie owalu, wewnątrz którego znajduje się stary cmentarz. Wejście na teren przykościelny otwierają dwie bramy:
- wschodnia, barokowa, sklepiona łukiem, przy której stoi kamienny krucyfiks z 1865 r.[2],
- zachodnia, z furtką i schodkami, zaznaczona dwoma słupami, przed którą umieszczona jest kapliczka w kształcie groty z Madonną różańcową, związaną z legendą o tragicznej miłości.

Wejście od wschodu okalają różowo kwitnące, drzewiaste głogi.
Na terenie przykościelnym zachowały się w dość dobrym stanie, stare nagrobki dawnych, niemieckich mieszkańców wsi oraz kilka z czasów tuż powojennych. Najstarsze z nich pochodzą z XIX w. Rośnie też kilka wysokich żywotników. Wewnątrz murów, po północnej stronie stoi ceglana kaplica cmentarna z połowy XIX w. z dwuspadowym dachem.

## Historia kościoła i parafii w Kątach
Według miejscowej tradycji w Kątach Bystrzyckich miał powstać pierwszy kościół we wschodniej części ziemi kłodzkiej i osiedlić się pierwszy ksiądz. Z dokumentów historycznych wiadomo, że bardzo wcześnie, bo już w 1364 r. ówczesny Winkeldorf były wsią parafialną należącą do feudalnego państwa karpieńskiego. Wkrótce, bo już 40 lat później, kościół utracił status kościoła parafialnego i został przed 1534 r. włączony do parafii w Strachocinie. Mieszkańcy płacili Strachocinowi dziesięcinę. Wiadomo, że wówczas kościół nosił już wezwanie św. Katarzyny i zawierał trzy ołtarze. Później przejęty został przez protestantów, a przed 1631 r. odzyskany przez katolików, po jego ponownym poświęceniu. Odnotowano też wtedy, że przykościelny cmentarz otoczony był murem, a plebania od dawna pozostawała nieużytkowana. W 1653 r. Kąty ponownie przyłączono do parafii w Strachocinie, a następnie do parafii lądeckiej, w której pozostaje do dziś.

## Architektura
Kościół w Kątach Bystrzyckich jest budowlą orientowaną, jednonawową, której styl można określić jako późnogotycki. Zbudowany został około roku 1541 i jego kształt pozostał niezmieniony do czasów współczesnych. Składa się z dwóch części – prosto zamkniętego prezbiterium, nakrytego dwuspadowym dachem oraz nawy, której dwuspadowy dach jest nieco podwyższony. Taki prosty układ wywodzi się jeszcze z budownictwa wczesnego gotyku 2 połowy XIII w. i jak na połowę XVI w. jest już bardzo archaiczny. Innymi elementami architektury kościoła, związanymi z tradycją gotyku są dwa kamienne krzyże maltańskie wieńczące dach nawy i prezbiterium. Portal, który ujmuje ostrołukowe boczne wejście do nawy zdobiony był laskowaniem wnikającym w węgarach w charakterystyczny ukośny zacios i reprezentował wczesny typ renesansowych obramień stosowany również w końcu XVI w. Wiadomo, że jeszcze w końcu XIX wieku wewnątrz świątyni były metalowe drzwi z ozdobnymi okuciami z przedstawieniem rycerza, jednak nie zachowały się one do dzisiaj.
Nie wiadomo, czy kościół zbudowany w 1540 r. miał już zachodnią wieżę nad wejściem. Obecnie istniejąca wieża z dzwonnicą, wzniesiona jest z kamienia i ma bardzo proste formy charakterystyczne dla baroku. Postawiona na planie kwadratu, zwieńczona jest cebulastym hełmem pokrytym blachą. Ocenia się, że mogła być przebudowana lub wzniesiona w XVIII w. lub nawet na początku XIX stulecia.
Prawdopodobnie także w tym czasie co wieżę dobudowano do kościoła dwukondygnacyjną przybudówkę z zakrystią w przyziemiu i emporą na piętrze. W 3 ćw. XIX w. przebudowano okna nawy i przybudówki, a także jej szczyt. Współczesne pokrycie dachu blachą malowaną w odcieniu szarości, nawiązuje do dawnego pokrycia ciemnoszarym łupkiem, którego pozostałości widoczne są na detalach muru kościelnego.

## Wnętrza i wyposażenie
Skromne wyposażenie kościoła pochodzi głównie z epoki baroku. Składają się na nie:
- ołtarz główny, drewniany, polichromowany, z drugiej połowy XVIII w. z obrazem św. Katarzyny Aleksandryjskiej, figurami świętych i puttów,
- drewniana ambona z drugiej połowy XVIII w. niegdyś z figurami czterech ewangelistów dłuta Michaela Klahra[2], obecnie zdekompletowana z powodu kradzieży (pozostały dwie figury),
- tablicowy obraz o tematyce sakralnej eksponowany we wnęce na ścianie północnej, pochodzący prawdopodobnie z okresu średniowiecza, obecnie dość mocno zniszczony,
- malowidła Drogi Krzyżowej i stare drewniane ławki, w tym jedna cenna zdobiona malowidłami z motywami roślinnymi i kwiatowymi,
- drewniany chór muzyczny na drewnianych podporach z niedziałającymi niewielkimi organami.

Obraz św. Katarzyny przedstawia jej typowy wizerunek ikonograficzny – postać młodej kobiety w koronie i czerwonej, bogatej szacie trzyma w prawej ręce liść palmowy (palmę męczeństwa), lewą podtrzymuje miecz i koło, atrybuty swojej męki. W tle białe lilie, jako symbol niewinności oraz antyczne budowle nawiązujące do hagiograficznego pochodzenia świętej, która miała być księżniczką w starożytnej Aleksandrii. Obraz jest malowany na desce. Jego górna część wykończona jest półkoliście.
Podczas remontu w 2000 r. pod tynkiem wewnętrznym nawy i prezbiterium odkryto warstwę z oryginalnym średniowiecznym malarstwem ściennym o unikatowej wartości, pochodzącym prawdopodobnie z pierwszej dekoracji kościoła. Są one mocno zniszczone, odsłonięte tylko we fragmentach i czekają na prace konserwatorskie.
Podłogi kościoła wyłożone są kamiennymi płytami. Strop nawy płaski, bez zdobień (pierwotny zawalił się w latach 80. XX w.). Przedsionek znajdujący się pod wieżą, od nawy oddziela stalowa, współczesna krata.
Wiadomo ze źródeł historycznych, że w kościele w końcu XIX w. znajdowała się wówczas XVI-wieczna, malowana skrzynia z gotyckim ornamentem. Do niedawna na wyposażeniu świątyni znajdowała się też bogato zdobiona, XIX-wieczna monstrancja, którą władze kościelne w latach 1990 roku arbitralnie wywiozły w niewiadome miejsce.

## Współczesność i odkrycia

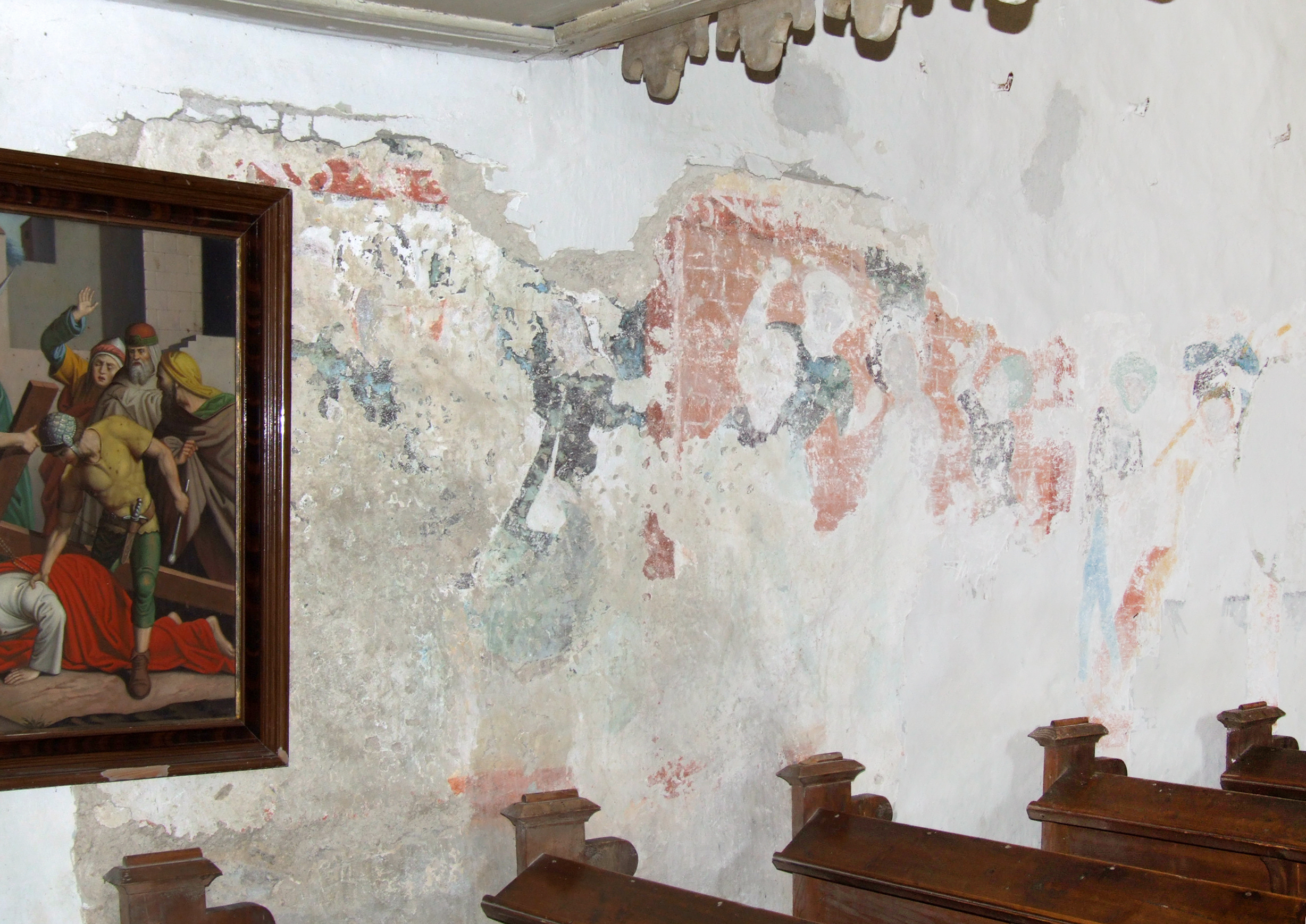
Średniowieczne malowidło ścienne w kościele

Po 1945 r. budynek przejął Kościół łaciński, reprezentowany przez dekanat Lądek-Zdrój i doprowadził niemal do całkowitej ruiny. Wieś pozostawała przez dziesięciolecia słabo zaludniona, więc dochody z mszy były niewielkie. W połowie lat 90. XX w. ratowaniem zabytku zajął się Społeczny Komitet Renowacji Kościoła w Kątach Bystrzyckich powstały 29 marca 1999 roku, który uratował ten najstarszy sakralny zabytek dekanatu przed całkowitym zniszczeniem. Komitet jest wpisany w rejestrze stowarzyszeń pod numerem 175/2000.
Środki na przeprowadzenie remontu zbierano przez kilkanaście lat całkowicie społecznie. Pozyskane fundusze pochodziły ze sprzedaży cegiełek, kwest podczas organizowanych imprez (Święto Latawca, koncerty wielkanocne), darowizn osób prywatnych w tym także ze strony Niemców, dawnych mieszkańców wsi. Wsparcie okazało m.in. niemieckie stowarzyszenie Partnerschafts-Fördervereins z Groß-Gerau oraz władze tego miasta. Wiele prac porządkowych i remontowych zostało wykonanych społecznie.
Podczas remontu instalacji w 2000 r. wewnątrz kościoła, pod tynkiem odsłonięto fragmenty malowideł, najprawdopodobniej z okresu średniowieczna. To odkrycie, wymagające dokładnych badań i zabiegów konserwatorskich, zintensyfikowało działania społecznego komitetu.

## Turystyka
- W pobliżu kościoła przechodzi czerwony Główny Szlak Sudecki z Lądka Zdroju na Przełęcz Puchaczówkę[3]. Wnętrze kościoła jest dostępne do zwiedzania po niedzielnej mszy lub po uprzednim umówieniu się z sołtysem.